# أسرار (فلم 1933)
أسرار (بالإنجليزية: Secrets) فيلم أمريكي صامت بالأبيض والأسود، تم إنتاجه عام 1933، تتركز قصته على رواية مسرحية تحمل ذات الاسم. من بطولة ليزلي هوارد.

## روابط خارجية
- مقالات تستعمل روابط فنية بلا صلة مع ويكي بيانات